# Gastronomia do al-Andalus

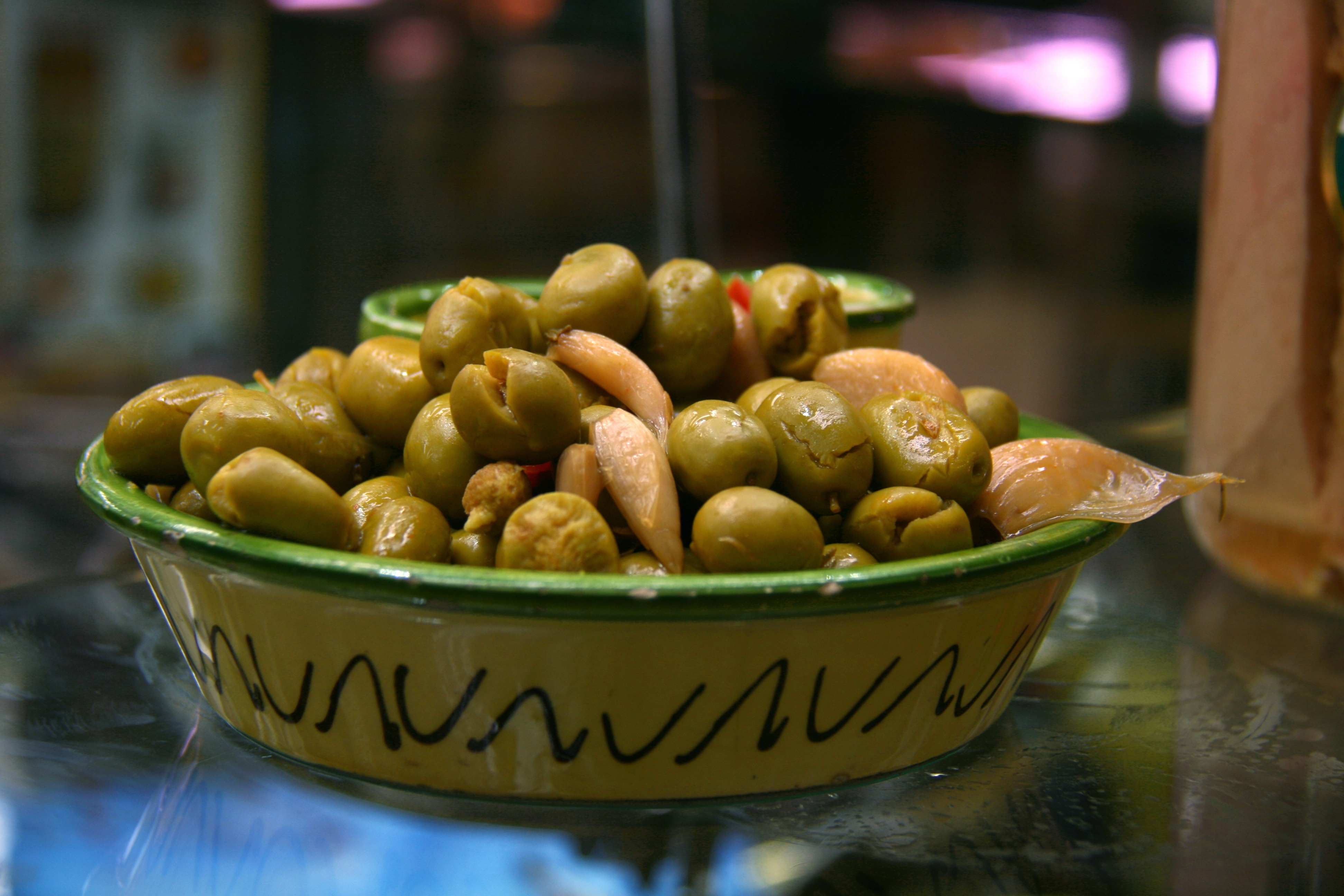
O consumo de azeitonas, muito arreigado na Península Ibérica, já existia no tempo do al-Andalus

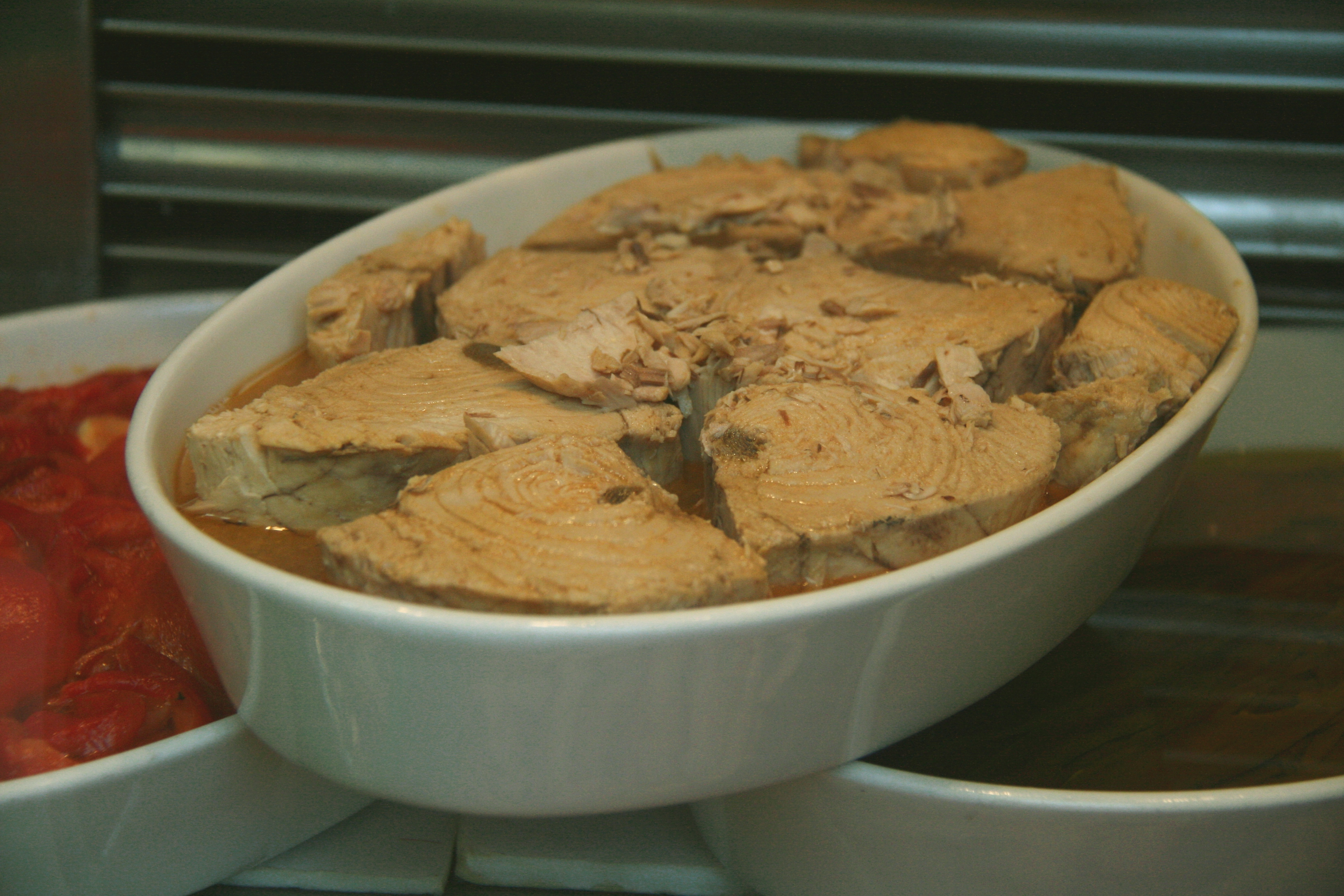
Atum em escabeche, um prato típico espanhol; o gosto pelos escabeches na cozinha espanhola tem origem no período muçulmano

O termo gastronomia do al-Andalus é usado para designar os costumes gastronómicos praticados na Península Ibérica durante o período de dominação muçulmana (al-Andalus) na Idade Média (711–1492).
A gastronomia do al-Andalus é conhecida pelas referências literárias de alguns autores desse período, como ibn Razin al-Tuyibi, ou o médico al-Gafiqi, que descreveu a forma de cozinhar os alimentos num tratado de oftalmologia, as menções nas obras do linguista al-Zubaydi e do botânico Abu-l-Hay, bem como em estudos comentados em obras de geografia de ibne Aziate e Rasis. Existe documentação extensa em tratados monográficos onde se detalham os processos de cozedura, guisado, etc. dos alimentos e dos costumes associados ao seu consumo.
Atualmente, algumas das receitas gastronómicas de Portugal e de Espanha têm aromas e reminiscências dessa gastronomia que exerceu a sua influência no território durante praticamente 800 anos.

## Ingredientes e confeção
O peixe e marisco faziam parte habitual da gastronomia das zonas costeiras, segundo os textos do médico ibn Zuhr /século XII). Comia-se atum pescados nas praias situadas entre Cádis e Algeciras. O peixe era consumido fresco ou em conserva, como seco ao sol e salgado, misturado com vinagre; por vezes era usado como condimento (murri al-hut), como é descrito pelo escritor granadino Atignari.
Os alimentos mais usados eram os cereais, legumes, hortaliças e verduras em geral. Eram confecionados pratos muito diversos com cevada, trigo e várias farinhas. Algumas das mais famosas são o al-atriya, al-nasa, al-sawiq e al-kusk.
Era frequente cozinhar a carne acompanhada com trigo, mas havia também outras formas populares, em que se cozinhava acompanhada com vinagre, como no al-skibay, ou com condimentos, como no al-mutabbajar, ou ainda com mosto e diversas ervas aromáticas. Os acompanhamentos das carnes eram verduras, como couve-flor, repolho ou nabos. Confecionavam-se enchidos (al-marqas ou merguez) com carne picada envolta na sua própria gordura e com especiarias, metida em tripas de cordeiro.
Além dos pratos mencionados conhecem-se pelo menos mais dois: o xarab (em árabe: شراب), que deu origem a "xarope" em português, era uma mistura de diferentes frutas, flores, especiarias e ervas; e o sherbet, que deu origem à palavra "sorvete".